# Zavreliella acuta
Zavreliella acuta är en tvåvingeart som beskrevs av Reiss 1990. Zavreliella acuta ingår i släktet Zavreliella och familjen fjädermyggor. Inga underarter finns listade i Catalogue of Life.